# Korea International
Die Korea International, auch Korea Satellite, Korea Asian Satellite oder Korea International Challenge betitelt, waren offene internationale Meisterschaften von Südkorea im Badminton. Das Turnier ist nicht zu verwechseln mit den höherrangigen Korea Open. Das bis 2009 ausgetragene Turnier fand 2010 seine Fortsetzung im Korea Open Grand Prix, später als Korea Masters.

## Sieger
| Saison    | Herreneinzel      | Dameneinzel       | Herrendoppel                    | Damendoppel                   | Mixed                          |
| --------- | ----------------- | ----------------- | ------------------------------- | ----------------------------- | ------------------------------ |
| 1997      | Lee Tsuen Seng    | Ling Wan Ting     | Cheah Soon Thoe Pang Cheh Chang | Jun Woul-sik Lee Hyo-jung     | Choi Min-ho Lee Hyo-jung       |
| 1998 2006 | nicht ausgetragen | nicht ausgetragen | nicht ausgetragen               | nicht ausgetragen             | nicht ausgetragen              |
| 2007      | Shon Seung-mo     | Lee Yun-hwa       | Ko Sung-hyun Kwon Yi-goo        | Yoo Hyun-young Jung Kyung-eun | Shin Baek-cheol Yoo Hyun-young |
| 2008      | Park Sung-hwan    | Kwon Hee-sook     | Lee Yong-dae Jung Jae-sung      | Ha Jung-eun Kim Min-jung      | Hwang Ji-man Hwang Yu-mi       |
| 2009      | Rho Ye-wook       | Bae Yeon-ju       | Lee Yong-dae Jung Jae-sung      | Yoo Hyun-young Jung Kyung-eun | Lee Yong-dae Lee Hyo-jung      |